# Sheffield (stacja kolejowa)
Sheffield – stacja kolejowa w mieście Sheffield w hrabstwie South Yorkshire na liniach kolejowych Cross Country Route i East Coast. Węzeł kolejowy.

## Ruch pasażerski
Ze stacji korzysta ok. 5 848 000 pasażerów rocznie i ma tendencję spadkową (dane za rok 2007). Posiada bezpośrednie połączenia z Yorkiem, Sheffield, Doncaster, Exeterem, Leeds, Aberdeen, Londynem, Penzance, Bristolem, Edynburgiem i Liverpoolem. Pociągi odjeżdżają ze stacji w każdym kierunku odstępach co najwyżej półgodzinnych w każdą stronę.

## Obsługa pasażerów
Automat biletowy, kasy biletowe, bramka biletowa, przystanek autobusowy, poczekalnia II, klasy postój taksówek, kiosk, bufet, sklepy, telefon. Stacja dysponuje parkingiem samochodowym na 678 miejsc i rowerowym na 50 miejsc.